# Carl Frithjof Smith
Carl Frithjof Smith (Oslo, 5 aprile 1859 – Weimar, 11 ottobre 1917) è stato un pittore norvegese.
Divenne noto come ritrattista e pittore di genere norvegese. Svolse la sua carriera in Germania.

## Biografia
Carl Frithjof Smith nacque a Christiania, in Norvegia. Suo padre, Christian August Smith, era un pellicciaio. All'età di diciotto anni iniziò a lavorare come disegnatore nelle officine meccaniche di Trondheim: fu lì che iniziò a dipingere nel suo tempo libero.
Nel 1880 fece domanda per una borsa statale di viaggio, ma questa fu respinta. Tuttavia, lasciò comunque la Norvegia e si iscrisse all'Accademia di Belle Arti di Monaco, dove studiò fino al 1884, quando debuttò all'Esposizione autunnale di Christiania. Il suo principale insegnante è stato il pittore di genere Ludwig von Löfftz, che lo influenzò nel concentrarsi anche sulle scene, appunto, di genere. Nel 1890 fu chiamato come professore alla Scuola d'Arte Granducale Sassone di Weimar: vi rimase in tale veste fino al 1904. Dopo le sue dimissioni, continuò a vivere a Weimar, essendo divenuto un membro a pieno titolo del Deutscher Künstlerbund. Morì infine a Weimar nel 1917.
Forse il suo studente più noto fu Max Beckmann. Smith vinse medaglie d'oro alle esposizioni di Berlino nel 1886 e nel 1891 (all'Internationalen Kunst-Ausstellung). Ricevette anche una medaglia al Glaspalast (a Monaco di Baviera) e vinse la Staatsmedaille d'argento a Vienna alla Jubiläumsausstellung (1888). Inoltre, tenne diverse mostre alla Grosse Berliner Kunstausstellung di Berlino. Le sue opere divennero familiari in tutta la Germania e in Svezia, ma non in Norvegia, poiché qui vi espose raramente nonostante avesse fatto diversi lunghe permanenze a casa. In uno di questi viaggi in Norvegia, eseguì un ritratto del drammaturgo di fama internazionale, Henrik Ibsen.

## Galleria d'immagini

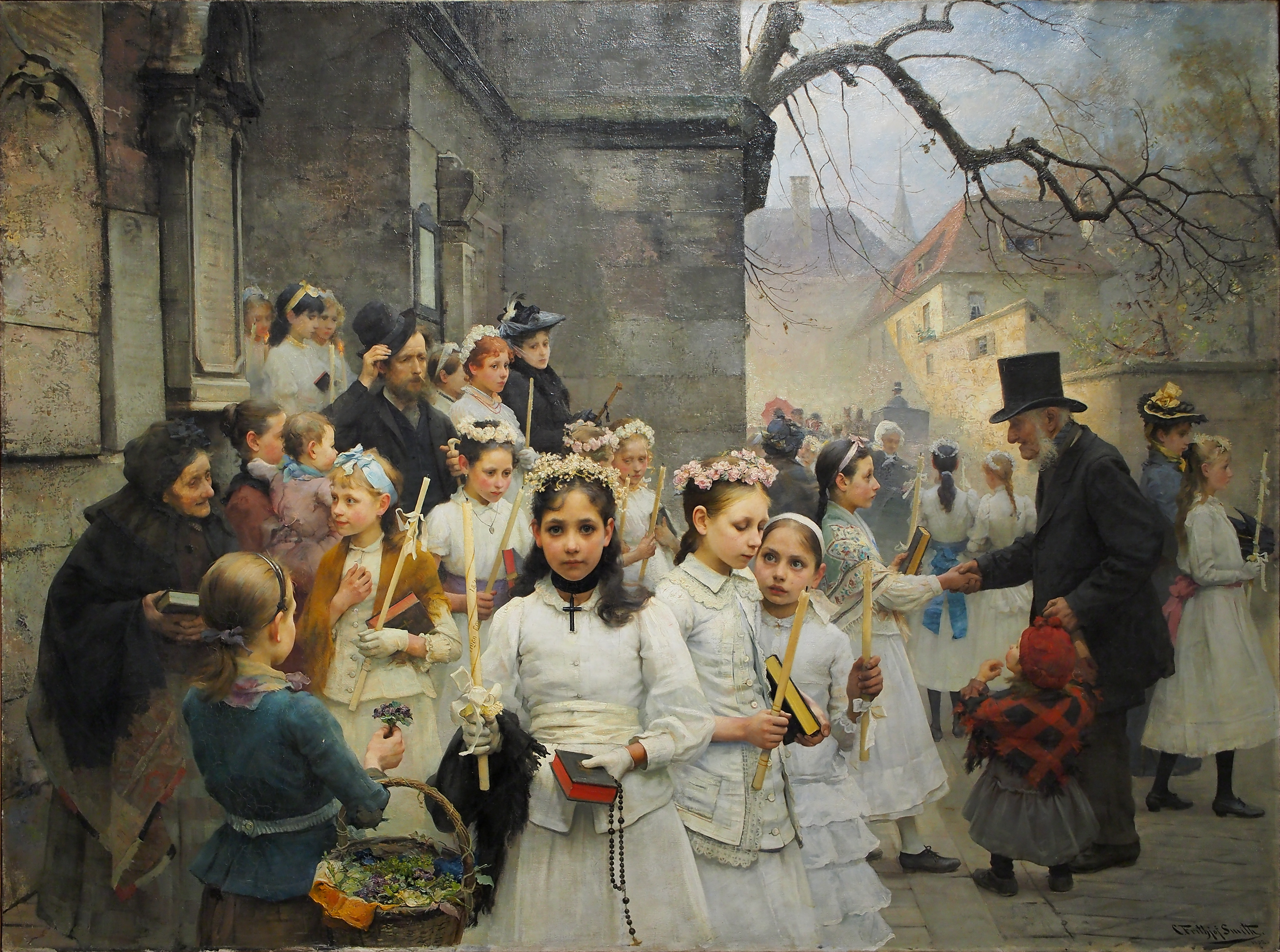
Dopo la prima comunione (1892)
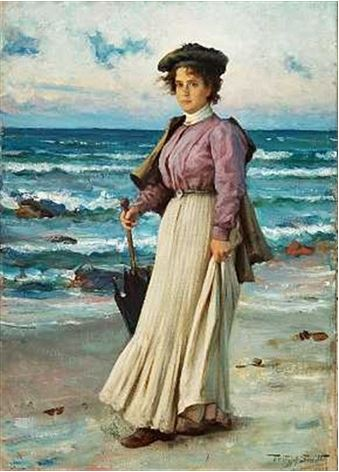
Giovane donna che passeggia sulla spiaggia (1900)
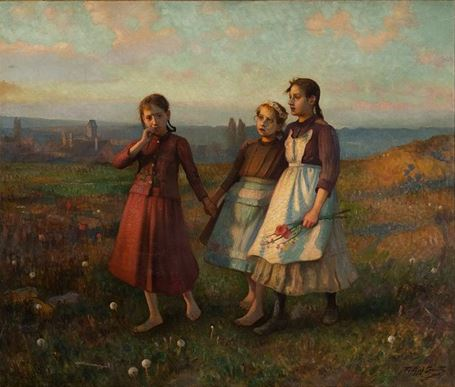
Ragazze nel prato (circa 1900)
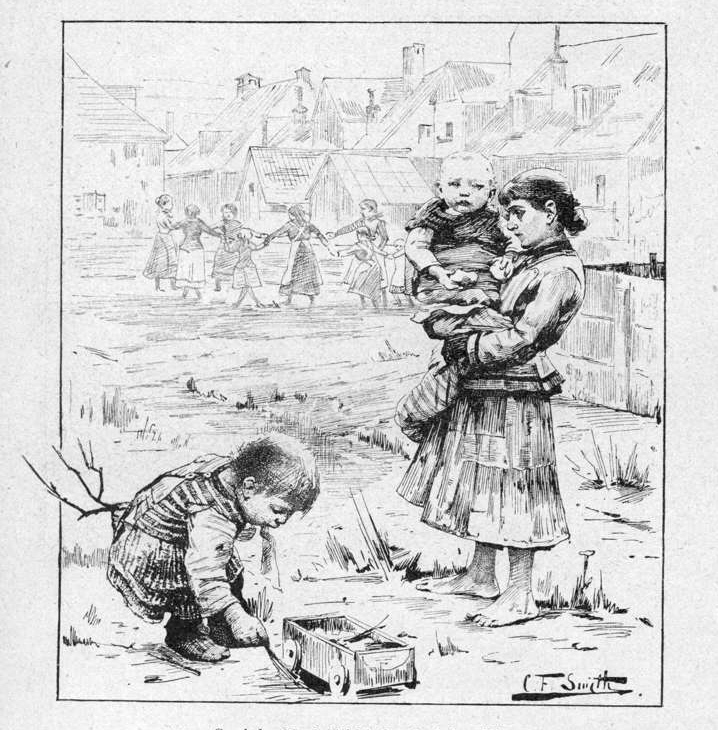
Sul prato (1889)